# Matur, Sindhnur
Matur là một làng thuộc tehsil Sindhnur, huyện Raichur, bang Karnataka, Ấn Độ.